# Wind River Range
Die Wind River Range [wɪnd ˈɹɪvə˞ ɹeɪndʒ] (dt. „Wind-Fluss-Bergkette“), kurz Winds, ist ein Gebirgszug der Rocky Mountains. Die Bergkette verläuft im Westen des US-Bundesstaates Wyoming von Nordwest in südöstliche Richtung und bildet auf einer Länge von rund 190 km einen Teil der kontinentalen Wasserscheide Nordamerikas. Innerhalb der Bergkette befinden sich mit dem Gannett Peak der höchste Berg in Wyoming, sowie, mit Ausnahme des Grand Teton in der Teton Range, die zwanzig höchsten Berge des Bundesstaates.
Die Kammregion der Bergkette ist fast vollständig als Wildnis-Schutzgebiet ausgewiesen. Westlich der Wasserscheide liegt die Bridger Wilderness, im Nordosten die Fitzpatrick Wilderness und im Südosten die Popo Agie Wilderness. Auf der Ostseite reicht die Wind River Indian Reservation, ein Indianerreservat der Östlichen Shoshone und Arapaho-Indianer, bis zum Gipfelkamm. Zusammen bildet die Bergkette mit ihren Schutzgebieten einen wichtigen Teil des Größeren-Yellowstone-Ökosystems, einem der letzten, beinahe intakten, Ökosysteme der Nordhalbkugel der Erde.

## Geschichte

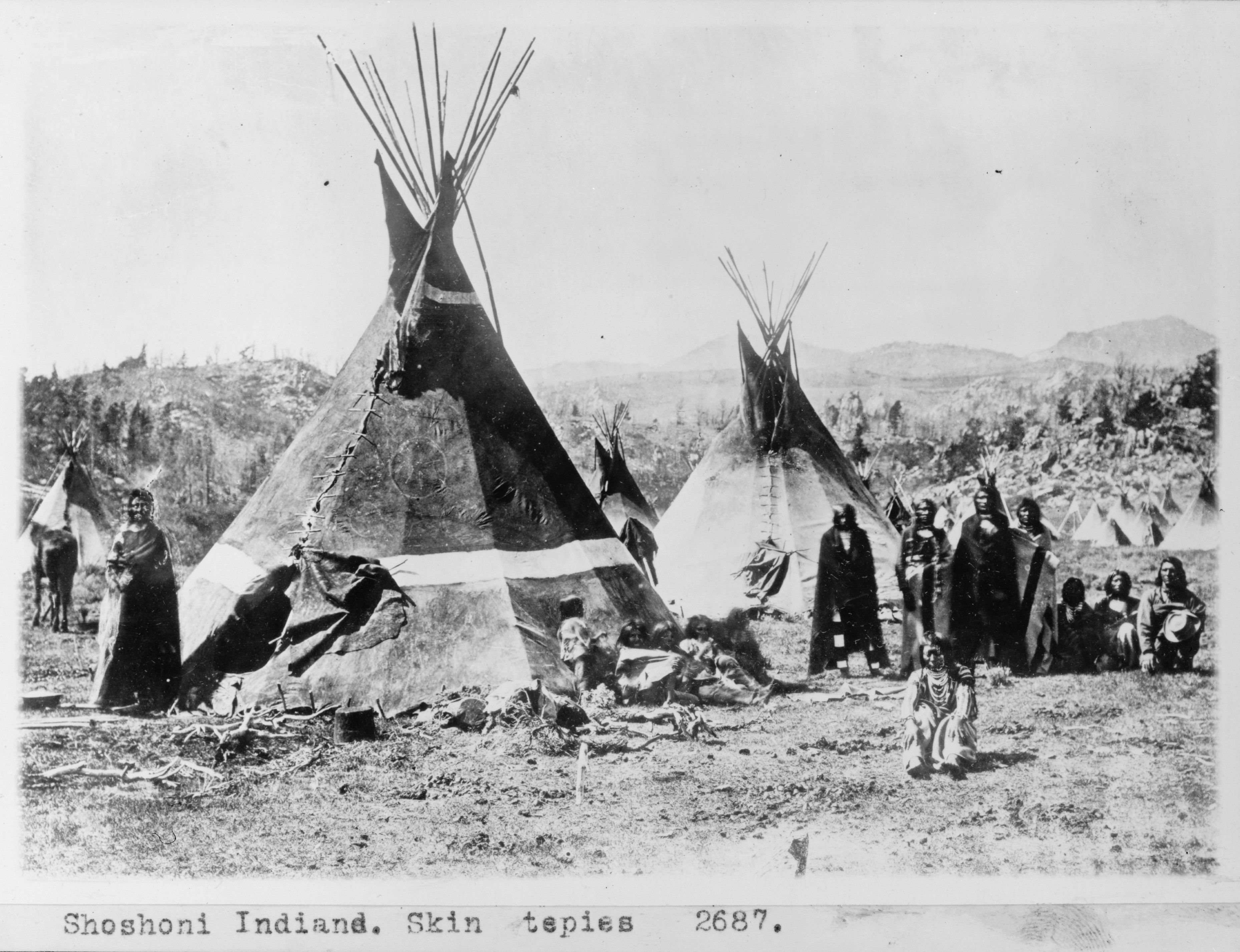
Ein Camp der Shoshone-Indianer, fotografiert von William Henry Jackson, 1870

Indianervölker aus dem Great Basin, wie die Shoshone und Absaroka und ihre Vorfahren, lebten bereits vor 7000 bis 9000 Jahren in der Region. Archäologen haben in den 2010er Jahren Dörfer auf einer Höhe von bis zu 3.000 m aus der Zeit zwischen 700 und 2000 v. Chr. untersucht. Diese Dörfer wurden von den Sheepeatern gegründet. Eines der Dörfer mit dem Namen High Rise verfügt über 60 Bauten auf einer Fläche von 26 Hektar und wurde 2013 in das National Register of Historic Places aufgenommen. 2016 entdeckten der Archäologe Todd Guenther und seine Studierenden des Central Wyoming College einen Buffalo Jump am Mount Woodrow Wilson. Damit wäre eine Nahrungsquelle gefunden, die einen ganzjährigen Aufenthalt in den Bergen möglich macht.
John Colter, einer der Teilnehmer der Lewis-und-Clark-Expedition, gilt als der erste europäisch-amerikanische Mensch, der das Gebiet um 1807 zu Gesicht bekam, obwohl wenig über seine Reisen durch dieses Gebiet bekannt ist. Im Jahr 1812 überquerte eine Gruppe, geführt von Wilson Price Hunt, als erster den South Pass am südlichen Ende der Bergkette, einen Pass über die kontinentale Wasserscheide und über die Rocky Mountains, der später für den Oregon Trail von großer Bedeutung war.
Das Klettern wurde Mitte bis Ende des 19. Jahrhunderts von Männern wie John C. Fremont betrieben, hauptsächlich zum Zwecke der Erkundung der Region. In den 1920er Jahren kamen die ersten Kletterer, die die Besteigungen der Berge zum Ziel hatten. Der Gannett Peak, höchster Berg der Bergkette und der höchste in Wyoming, wurde 1922 von Arthur Tate und Floyd Stahlnaker erstbestiegen. Die meisten der frühen Besteigungen in der Region konzentrierten sich auf das Titcomb-Becken (engl. Titicomb Basin) inmitten der Bergkette. Heute ist das Titcomb Basin neben dem Bergkessel Cirque of the Towers weiter südlich eine der beliebtesten Erholungsattraktionen der Region.
Ein Großteil der Wind River Range erhielt zwischen 1931 und 1932 bundesstaatlichen Schutz als primitive National Forest-Gebiete. Die Wind River Range ist heute weitgehend durch drei große Wildnisgebiete geschützt. Dazu gehören die im Jahr 1964 ausgewiesene Bridger Wilderness am Westhang des Gebirges, sowie Fitzpatrick Wilderness und Popo Agie Wilderness am Osthang, die 1976 bzw. 1984 ausgewiesen wurden. Zusammen schützen diese Wildnisgebiete 294.620 ha und machen die Wind River Range zu einem der größten straßenfreien Gebiete in den kontinentalen Vereinigten Staaten. Ein Teil des Osthangs der Wind River Range steht auch unter dem Schutz der Wind River Indian Reservation.

## Geologie

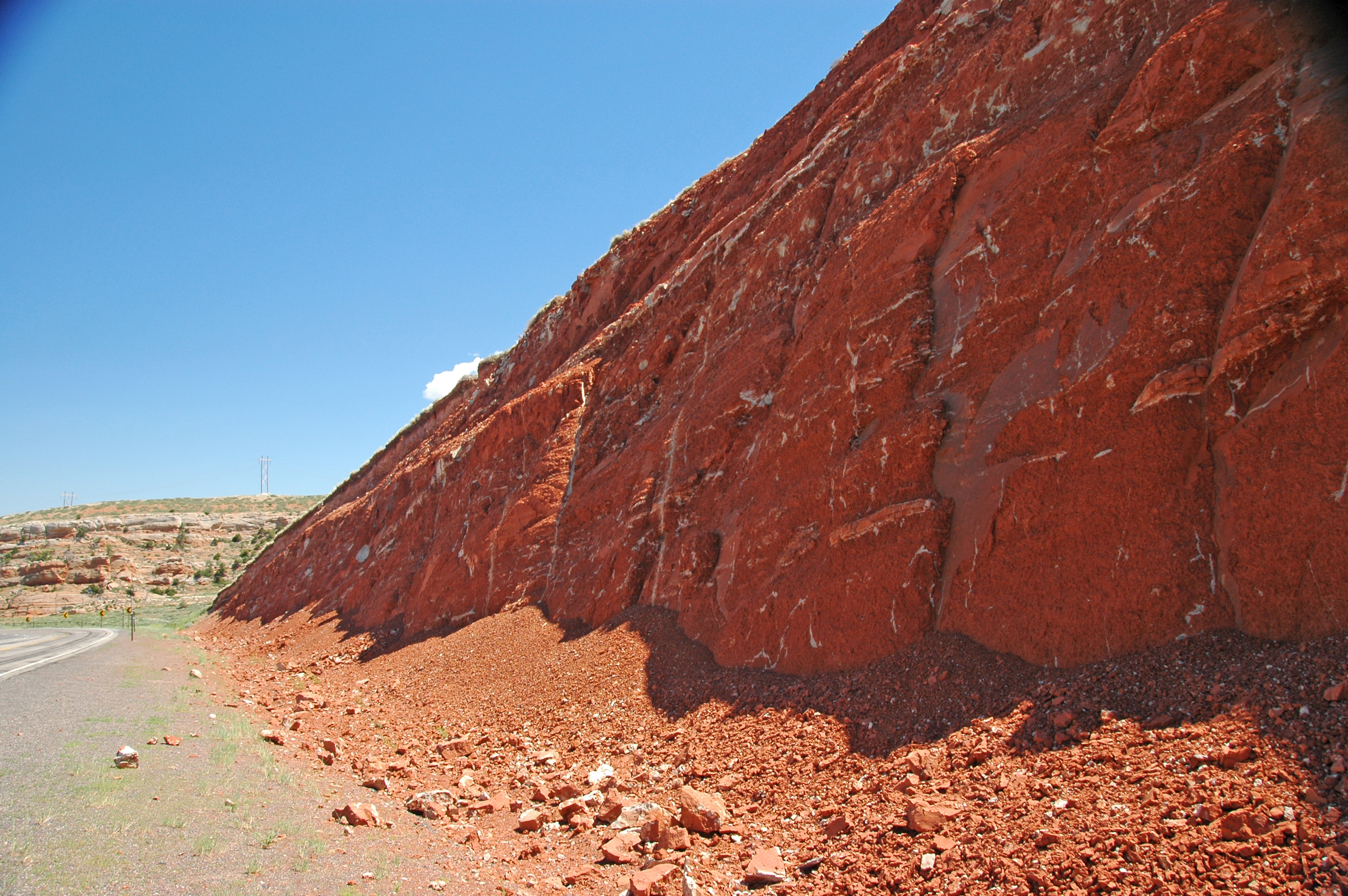
Chugwater-Formation aus dem Oberen Trias am Red Canyon in der südlichen Wind River Range

Die Wind River Range besteht hauptsächlich aus einem granitischen Batholith, einem Granitgestein, das vor über einer Milliarde Jahren tief unter der Erdoberfläche gebildet wurde. Über Hunderte von Millionen Jahren erodierten die Felsen, die einst diesen Batholith bedeckten. Als das Land während der Laramischen Gebirgsbildung weiter anwuchs, trat eine weitere Erosion auf, bis nur noch die Granitfelsen übrig waren. Die Eiszeiten vor 500.000 Jahren führten zur Entstehung der Felsen in ihrer heutigen Form. Innerhalb der Wind River Range wurden zahlreiche Seen von den Gletschern geformt und zahlreiche Talkessel oder kreisförmige Täler wurden aus den Felsen gehauen, darunter der Cirque of the Towers im südlichen Teil des Gebirges. Der Shoshone National Forest behauptet, dass es 16 benannte und 140 unbenannte Gletscher allein auf der Ostseite des Gebirges gibt, wobei weitere 27 vom Bridger-Teton National Forest für die Westhänge des Gebirges gemeldet wurden. Einige davon gehören zu den größten Gletschern der US-amerikanischen Rocky Mountains. Der Gannett-Gletscher am Nordhang des Gannett Peak ist der größte einzelne Gletscher in den US-amerikanischen Rocky Mountains und befindet sich in der Fitzpatrick Wilderness im Shoshone National Forest.

## Geographie
Die Wind River Range erstreckt sich vom Togwotee Pass über nahezu 200 km nach Südosten bis in das Great Divide Basin und gehört zu den längsten, höchsten und zerklüftetsten Bergketten innerhalb der Rocky Mountains. Sie ist das einzige Gebirge Wyomings, in dem mehrere Berge die 4000-Meter-Marke überschreiten und ist das höchste Gebirge der Rocky Mountains außerhalb Colorados. Die Wind River Range wird nicht durch Straßen erschlossen – so führen lediglich die US-Highways 26 und 191 in Nordwest-Südostrichtung entlang der Bergkette. Die US-26 verläuft vom Togwotee Pass auf knapp 2500 m über Dubois und Crowheart durch das Wind River Basin bis Riverton, die US-191 führt, aus dem Hoback Canyon kommend, über Pinedale und Boulder durch das Hoback Basin und das Great Divide Basin nach Süden in Richtung Rock Springs. Am südlichen Ende der Wind River Range überquert der Wyoming Highway 28 im Verlauf von Farson bis Lander den South Pass und damit auch die kontinentale Wasserscheide. Lediglich der Wyoming Highway 131 – im Verlauf von Lander zum Sinks Canyon State Park – sowie einige kleinere Forststraßen führen tiefer in die Wind River Range hinein.

### Abgrenzung
Die Wind River Range ist nur an ihrem nordwestlichen Ende mit anderen Bergketten verbunden. Im Nordosten bildet der nahe dem Togwotee Pass entspringende und nach Südosten ins Wind River Basin verlaufende Wind River die Grenze zur Absaroka Range und den zur Absaroka Range gehörenden Bergketten Washakie Range und Owl Creek Mountains. Im Nordwesten grenzt die Wind River Range an die Gros Ventre Range. An allen anderen Seiten fällt die Wind River Range teils mehr, teils weniger steil in verschiedene Gebirgsbecken (Intermountain Basins) ab, die sich größtenteils flach auf 1000 bis 2000 Metern Höhe durch den gesamten Bundesstaat erstrecken. Im Nordosten und Osten liegt das Wind River Basin, im Süden das Great Divide Basin und westlich der Bergkette das Hoback Basin. Einzig im Südosten schließen sich mit Granite Mountains und Ferris Mountains kleinere Gebirgsketten an, die sich ungleichmäßig im Zentrum des Staates Wyoming verteilen. Die kontinentale Wasserscheide trifft im Nordosten am Two Ocean Pass auf die Wind River Range, verläuft durch die Bergkette nach Süden und führt hinter dem South Pass weiter um das Great Divide Basin, das gewissermaßen eine Insel im Verlauf der Wasserscheide darstellt.

### Berge

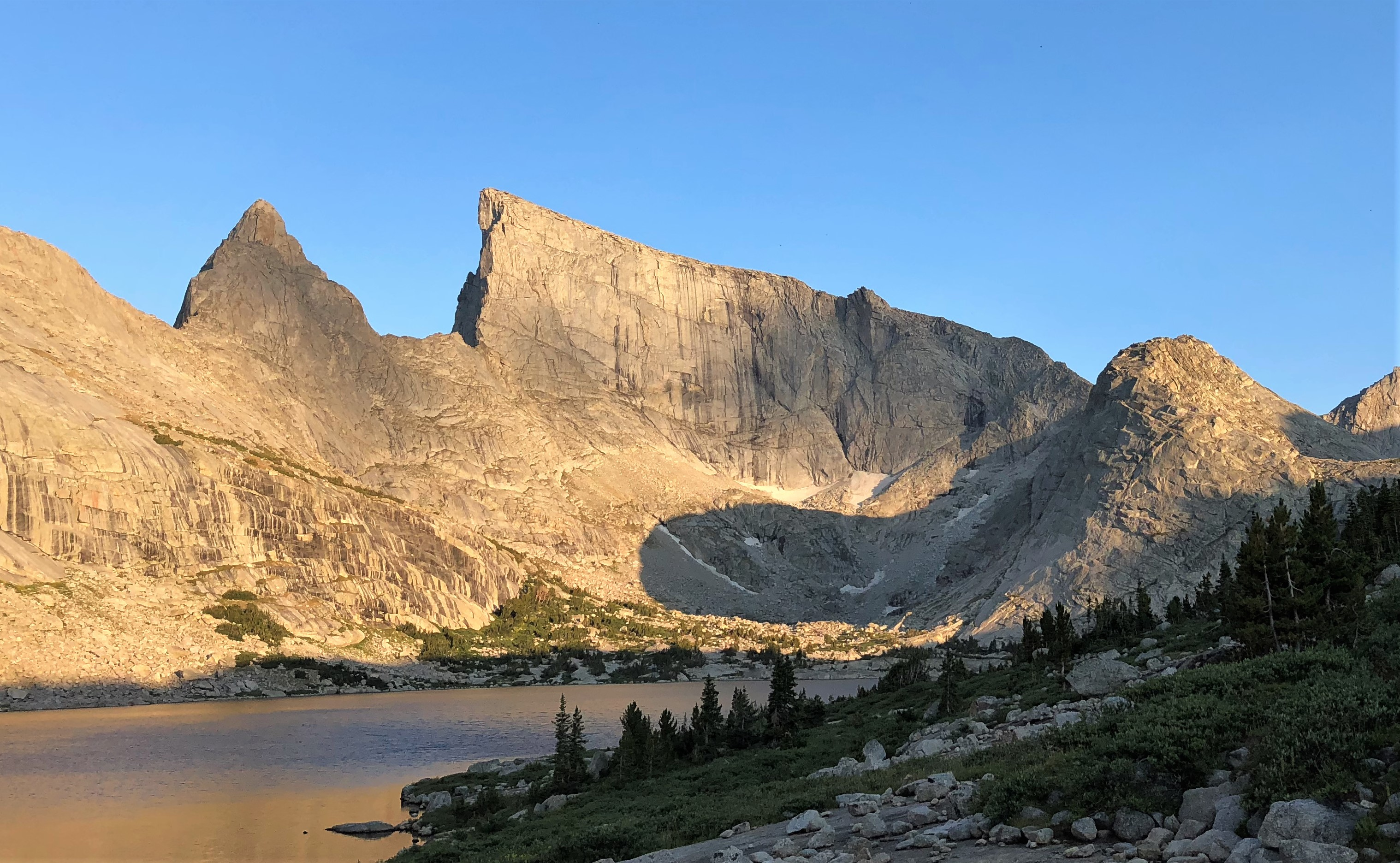
East Temple Peak

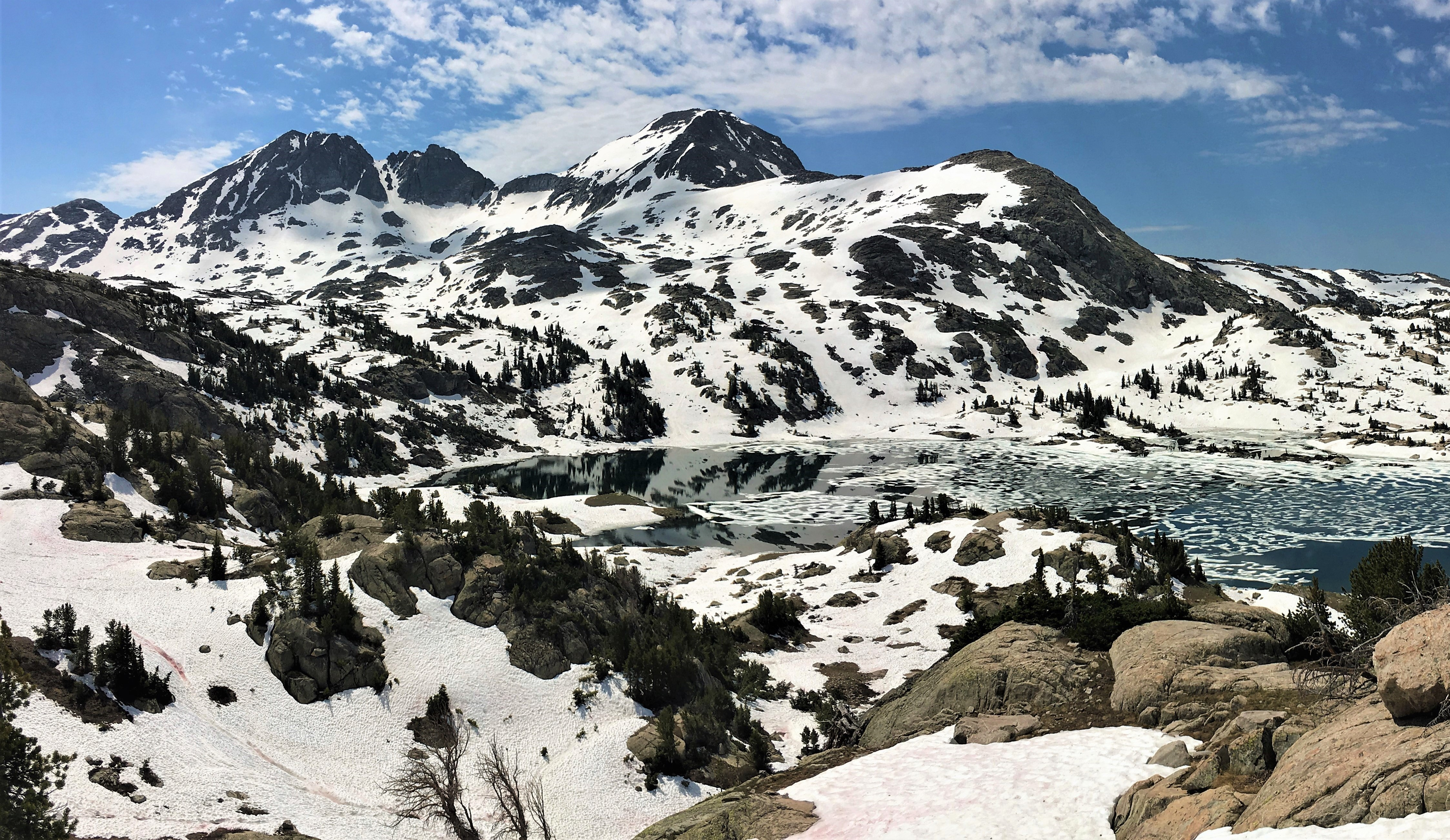
Mount Lester, im Vordergrund der Island Lake

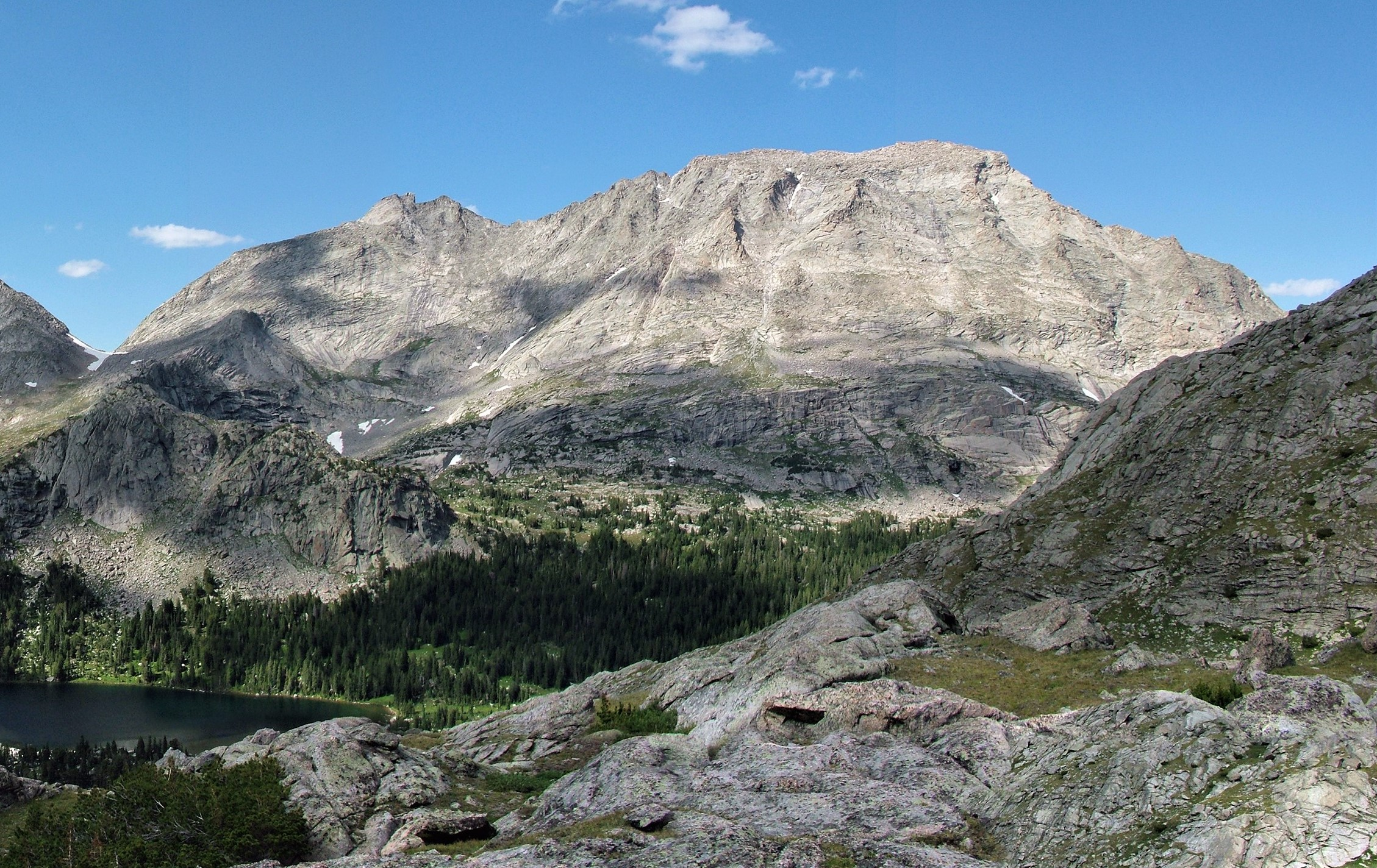
Südflanke des Lizard Head Peak

Die folgende Tabelle listet die 25 höchsten Berge der Wind River Range mit einer Schartenhöhe von mindestens 100 Metern.
| Rang | Gipfel               | Meereshöhe | Schartenhöhe | Dominanz | Dominanzbezug          |
| ---- | -------------------- | ---------- | ------------ | -------- | ---------------------- |
| 1    | Gannett Peak         | 4207 m     | 2156 m       | 467,3 km | Longs Peak             |
| 2    | Fremont Peak         | 4189 m     | 360 m        | 7,3 km   | Gannett Peak           |
| 3    | Mount Warren         | 4182 m     | 293 m        | 3,2 km   | Gannett Peak           |
| 4    | Mount Helen          | 4151 m     | 250 m        | 1,4 km   | Fremont Peak           |
| 5    | Turret Peak          | 4147 m     | 183 m        | 0,6 km   | Mount Warren           |
| 6    | Mount Sacagawea      | 4136 m     | 125 m        | 1,3 km   | Fremont Peak           |
| 7    | Jackson Peak         | 4120 m     | 219 m        | 1,2 km   | Fremont Peak           |
| 8    | Mount Woodrow Wilson | 4115 m     | 153 m        | 1,7 km   | Doublet Peak           |
| 9    | Bastion Peak         | 4113 m     | 224 m        | 2,4 km   | Gannett Peak           |
| 10   | Mount Febbas         | 4105 m     | 216 m        | 1,8 km   | Turret Peak            |
| 11   | Flagstone Peak       | 4100 m     | 247 m        | 1,3 km   | Bastion Peak           |
| 12   | Sunbeam Peak         | 4099 m     | 171 m        | 0,6 km   | Turret Peak            |
| 13   | Downs Mountain       | 4069 m     | 472 m        | 10,5 km  | Flagstone Peak         |
| 14   | Mount Koven          | 4043 m     | 129 m        | 0,7 km   | Rampart Peak-East Peak |
| 15   | American Legion Peak | 4025 m     | 282 m        | 2,4 km   | Mount Woodrow Wilson   |
| 16   | Brown Cliffs North   | 4023 m     | 329 m        | 3,7 km   | Jackson Peak           |
| 17   | Wind River Peak      | 4021 m     | 778 m        | 56,6 km  | Brown Cliffs North     |
| 18   | Twin Peaks           | 4019 m     | 118 m        | 0,9 km   | Mount Woodrow Wilson   |
| 19   | Desolation Peak      | 4010 m     | 279 m        | 1,0 km   | Rampart Peak           |
|      | Split Mountain       | 4010 m     | 182 m        | 1,1 km   | Twin Peaks-West Peak   |
| 21   | Henderson Peak       | 3997 m     | 230 m        | 1,1 km   | American Legion Peak   |
|      | Klondike Peak        | 3997 m     | 202 m        | 1,8 km   | Pedestal Peak          |
| 23   | South Downs Mountain | 3981 m     | 128 m        | 2,6 km   | Downs Mountain         |
| 24   | Harrower Peak        | 3978 m     | 272 m        | 2,6 km   | Brown Cliffs North     |
| 25   | Bow Mountain         | 3968 m     | 201 m        | 1,4 km   | American Legion Peak   |
|      | Mount Whitecap       | 3968 m     | 176 m        | 1,6 km   | Split Mountain         |

### Schutzgebiete

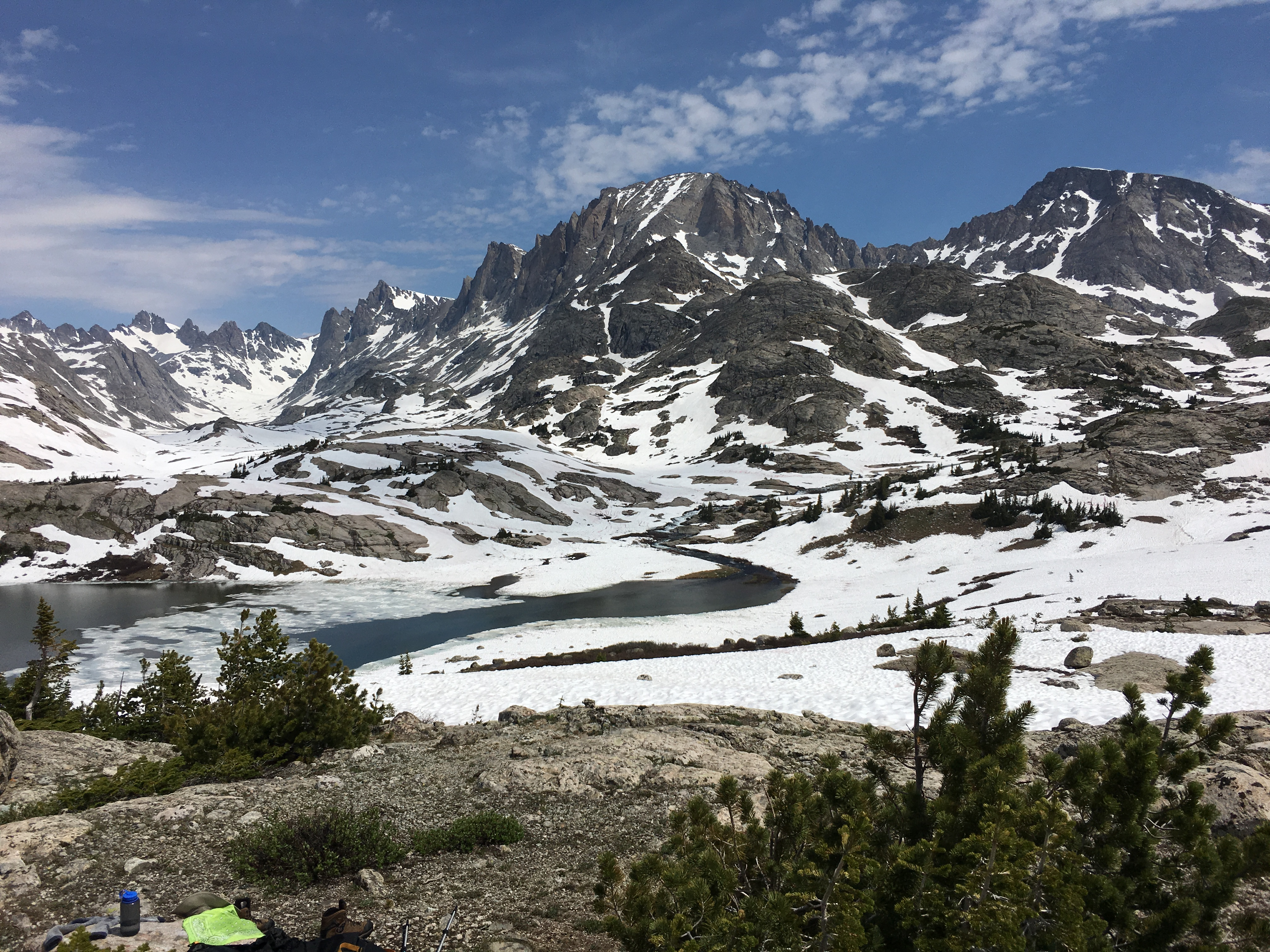
Die Fitzpatrick Wilderness innerhalb des Shoshone National Forest

Folgende Schutzgebiete liegen komplett oder teilweise in der Wind River Range:
- Bridger-Teton National Forest
  - Bridger Wilderness
- Shoshone National Forest
  - Popo Agie Wilderness
  - Fitzpatrick Wilderness
- Sinks Canyon State Park
- South Pass City Historic Site

## Hydrologie

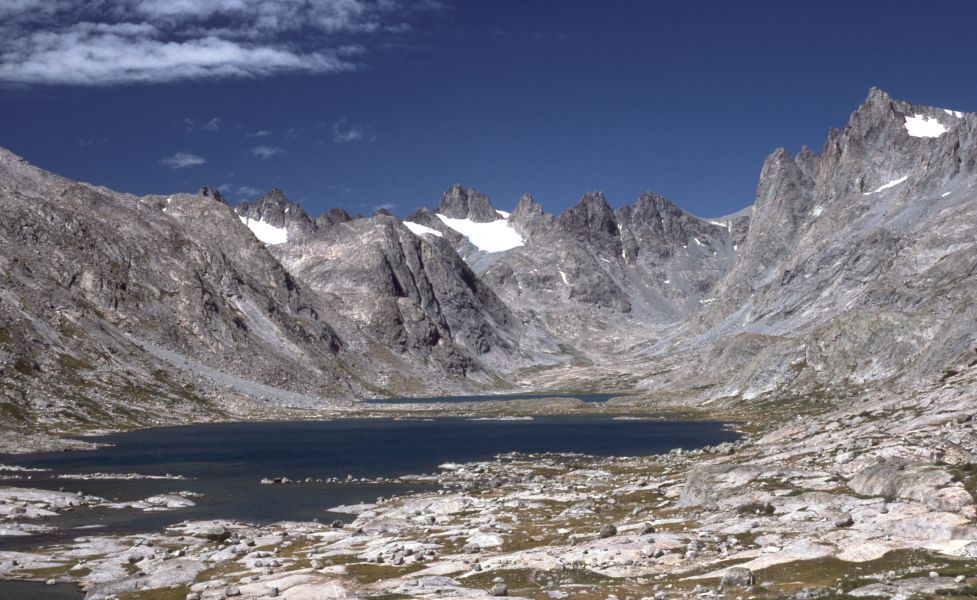
Titicomb Lakes

Auf beiden Seiten der Wind River Range entspringen unzählige Flüsse, wobei sich letztendlich alle über den Wind River und den Yellowstone River in den Missouri oder über den Green River in den Colorado entwässern. Der Wind River, der Oberlauf des Bighorn Rivers, entspringt dabei selbst im nördlichen Teil des Gebirges. Auch der Green River, der längste Nebenfluss des Colorado Rivers, entspringt inmitten der Wind River Range und fließt durch den Südwesten Wyomings bis nach Colorado und Utah. Neben dem Green River sind der New Fork River sowie der Big Sandy River die größten Flüsse, die westlich der kontinentalen Wasserscheide entspringen, östlich davon sind es neben dem Green River Popo Agie River sowie Little Wind River. Mehrere dieser Flüsse haben vor allem auf der Ostseite tiefe Schluchten und Canyons wie den Sinks Canyon erschaffen. Tausende von Seen verteilen sich in der gesamten Wind River Range, allein in der Bridger Wilderness sind es über 1300. Die größten davon liegen allesamt in der Nähe von Pinedale auf der Westseite des Gebirges. Neben Boulder Lake, Half Moon Lake oder Willow Lake ist der Fremont Lake der größte See der Gebirgsgruppe. Mit einer Länge von fast 20 km und einer maximalen Tiefe von 185 m gehört er zu den größten Seen in Wyoming und zu den 20 tiefsten in den Vereinigten Staaten.

## Ökologie
Hauptsächlich in den nördlichsten Gebieten der Wind River Range sind Grizzlys zu finden. Andere Säugetiere, die in der Gebirgskette vorkommen, sind Schwarzbär, Wapiti, Elch, Maultierhirsch, Gabelbock, Dickhornschaf, Puma oder Vielfraß. Zu den mehr als 300 bekannten Vogelarten der Region gehören beispielsweise Weißkopfseeadler oder Falke. Die Bäche und Seen beherbergen Yellowstone-Cutthroat-, Regenbogen-, Bach-, See- und Goldforellen – von denen etwa 2,5 Millionen von einem lokalen Entdecker namens Finis Mitchell und seiner Frau während der Weltwirtschaftskrise gelagert wurden. In den Wäldern dominieren Küsten-Kiefer, Weißstämmige Kiefer, Felsengebirgs-Tanne und Engelmann-Fichte.

## Erholung
Die Wind River Range ist ein beliebtes Erholungsziel und die Wildnisgebiete ziehen Wanderer, Kletterer und Skifahrer an. Die Bergkette besitzt viele Gebiete, die trotz der relativen Abgelegenheit vieler der Ausgangspunkte und der langen Zugänge von diesen Ausgangspunkten stark genutzt werden. Zwei der beliebtesten Reiseziele für Rucksacktouristen (Backpacker) sind das Titcomb Basin (üblicherweise über den Elkhart Park Trailhead zugänglich) und der Cirque of the Towers (üblicherweise über den Big Sandy Trailhead zugänglich). Der exponierte Granit in den höheren Lagen des Gebirges ist für Kletterer besonders attraktiv und Gebiete wie der Cirque of the Towers im südlichen Teil des Gebirges sind infolgedessen mit Übernutzungsproblemen konfrontiert. Der Continental Divide Trail, einer der längsten und bekanntesten Fernwanderwege der Vereinigten Staaten, folgt dem Verlauf der Kontinentalen Wasserscheide und verläuft dementsprechend durch die gesamte Wind River Range von Südosten nach Nordwesten. Die Wind River Range beheimatet ein Skigebiet, das White Pine Ski Resort, mit den einzigen durch einen Skilift erreichbaren Pisten der Bergkette. Es liegt Nähe von Pinedale und ist das älteste Skigebiet in Wyoming.

## Galerie

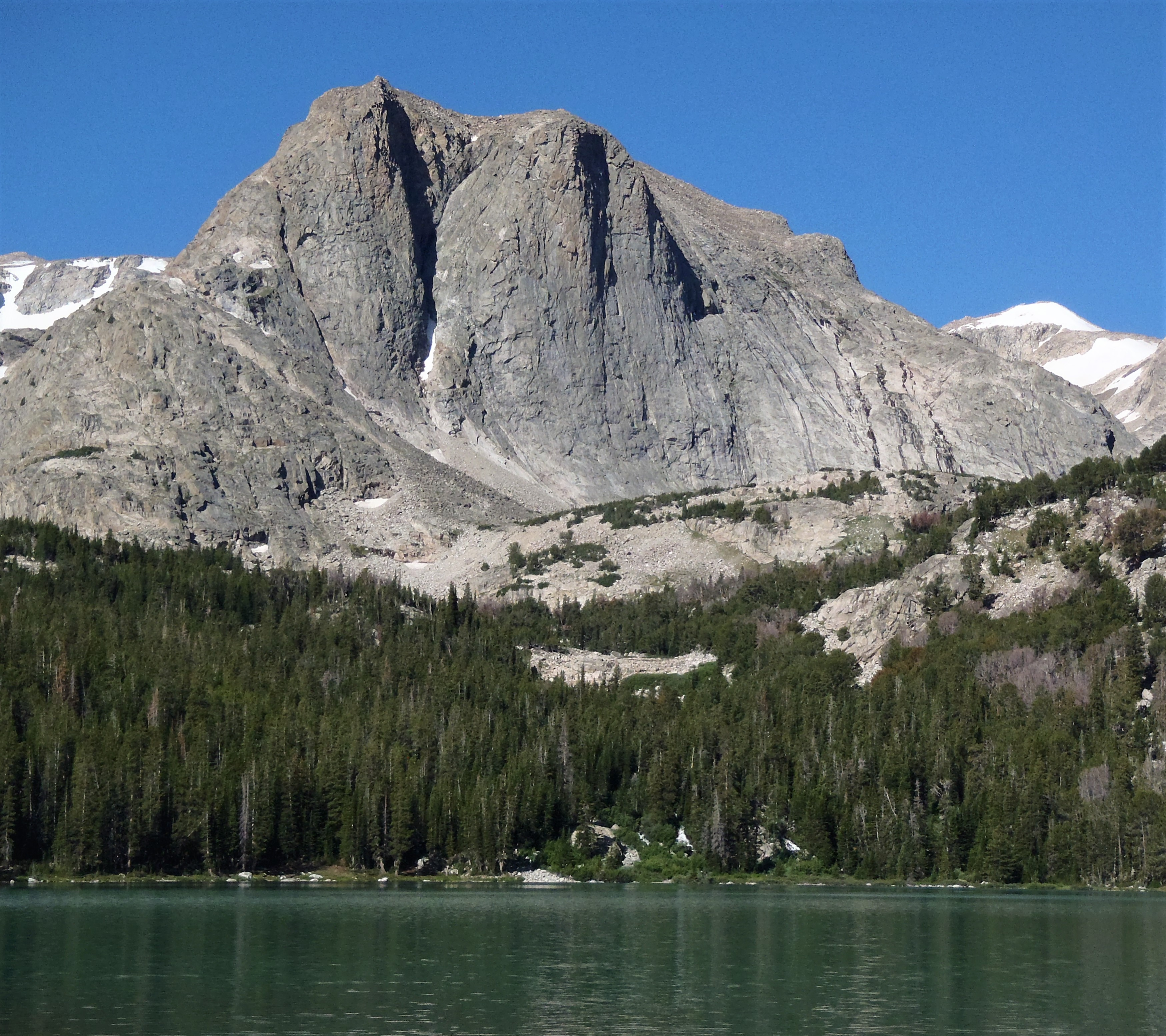
Spider Peak
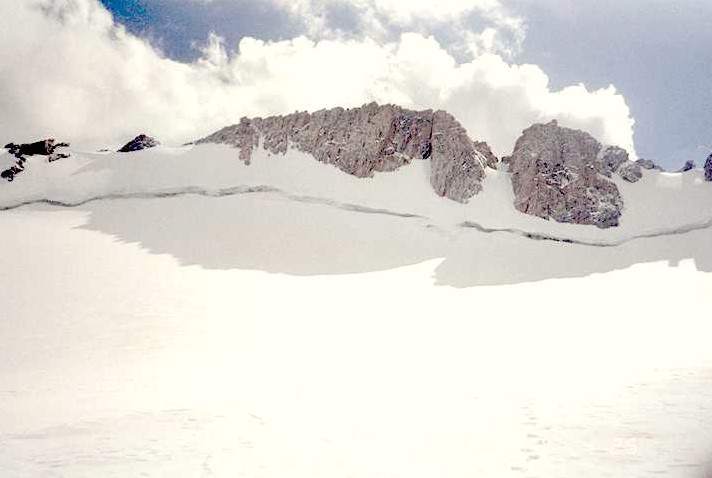
Der Upper Fremont Glacier, einer der höchstgelegenen Gletscher der Wind River Range
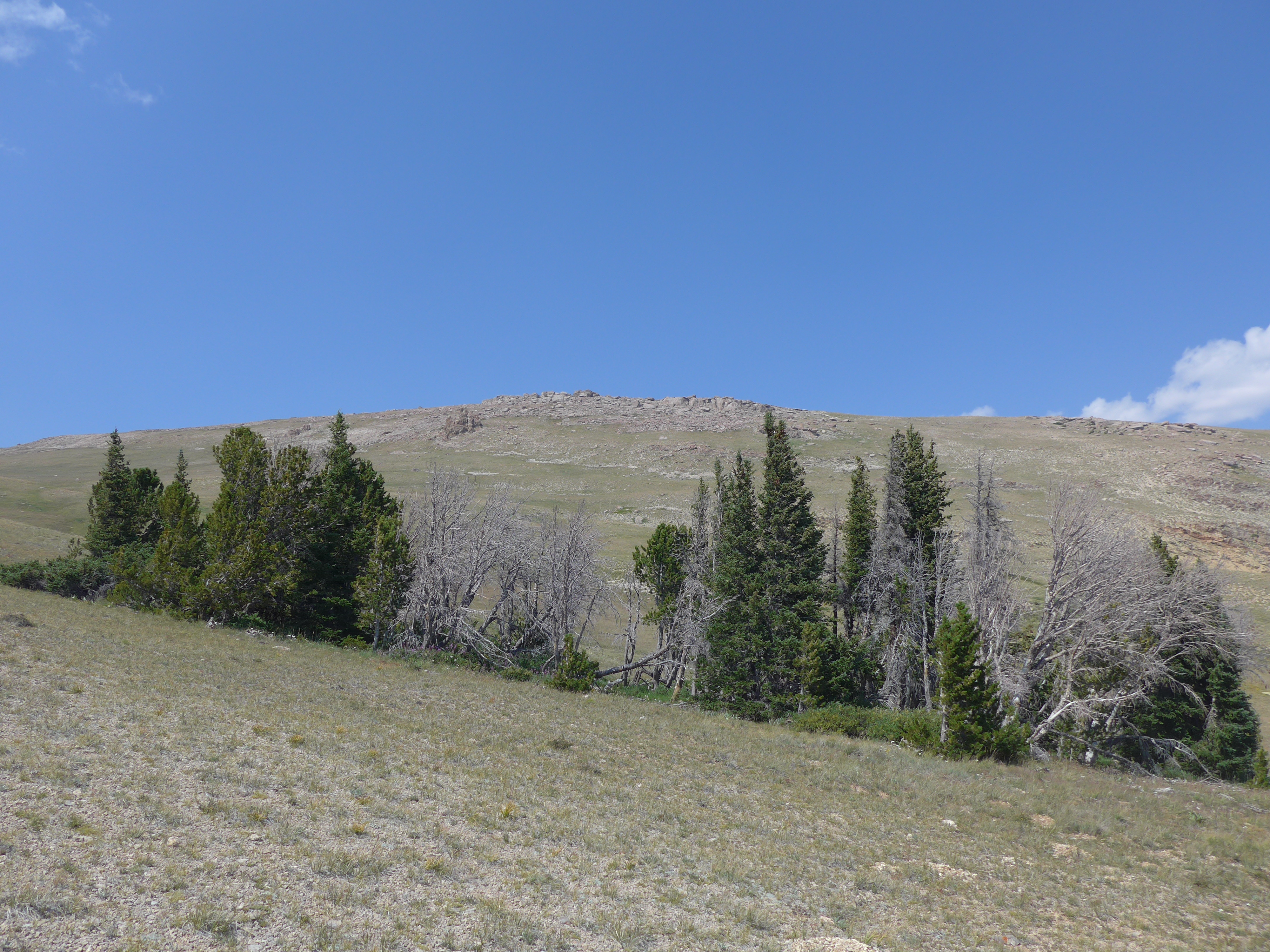
Der Whiskey Mountain in den nordöstlichen Ausläufern der Gebirgskette
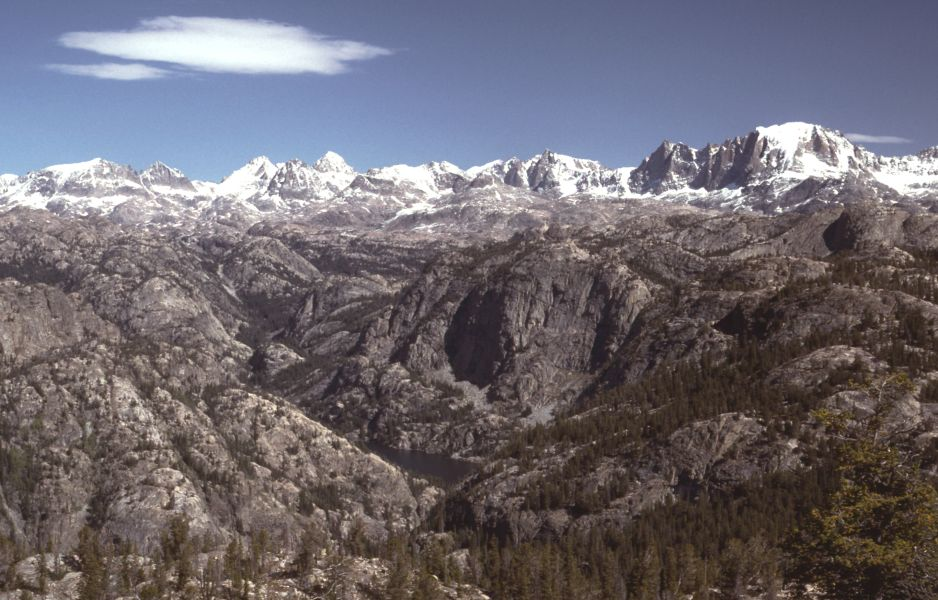
Wind River Range
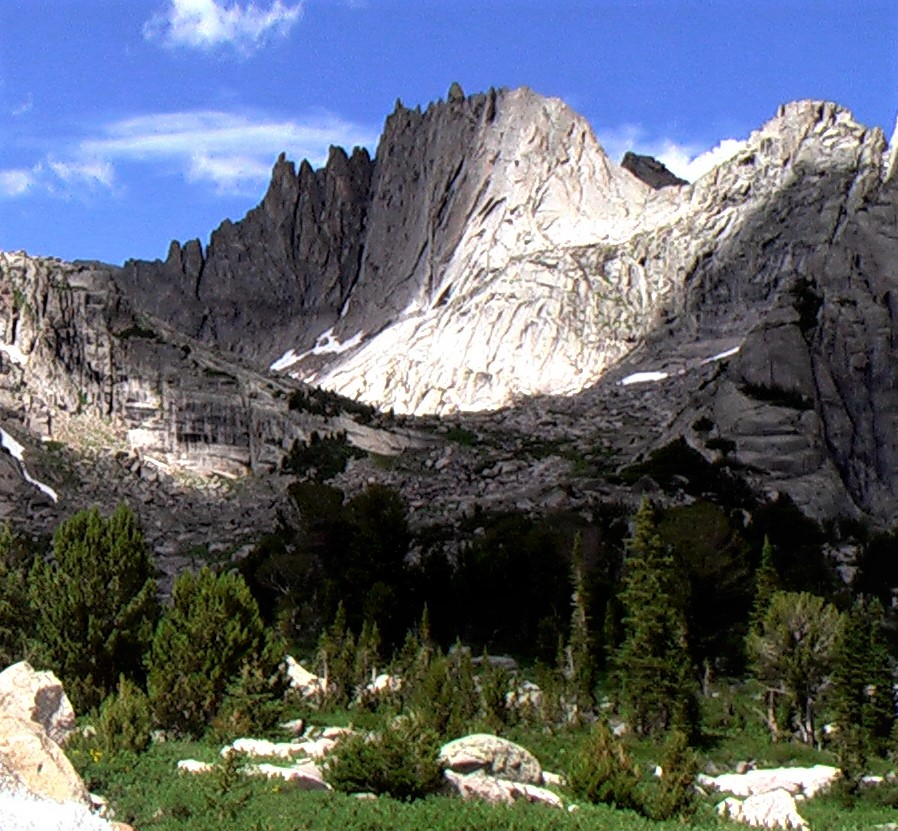
Wolfs Head im Bergkessel Cirque of the Towers
Wind River Peak, 1879
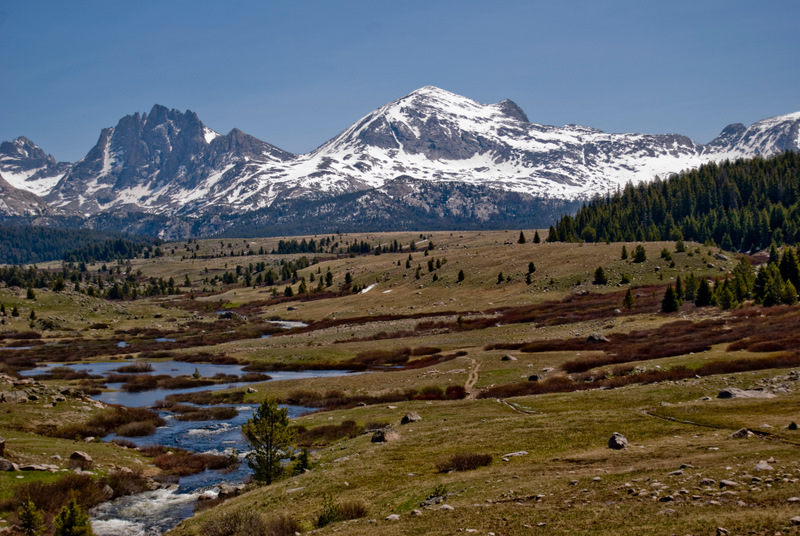
Das Bonneville Basin mit dem Mount Bonneville
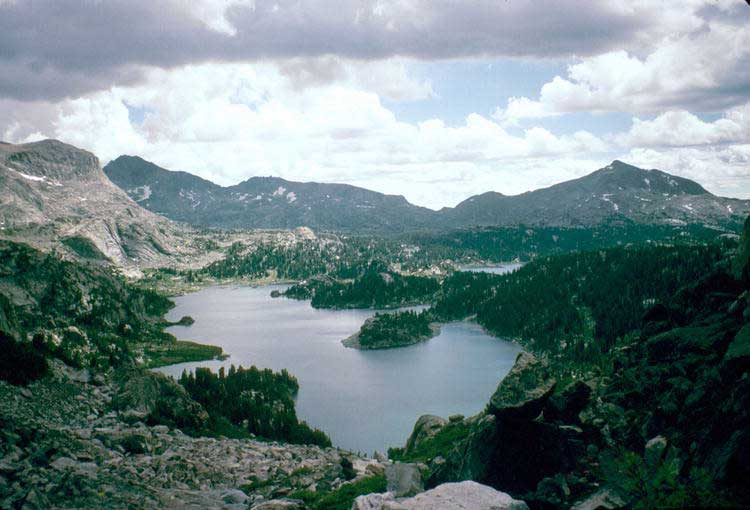
Cook Lake in der Bridger Wilderness

## Belege
1. ↑  Traci Watson: Wyoming site reveals more prehistoric mountain villages. Abgerufen am 24. Oktober 2021 (amerikanisches Englisch).
2. ↑  Archaeology Magazine: Possible High-Altitude Buffalo Jump Found in Wyoming, 2. Dezember 2016
3. 1 2 3  Kelsey, Joe: Climbing and Hiking in the Wind River Mountains. Hrsg.: The Sierra Club. 1980, ISBN 0-87156-267-7.
4. ↑  James R. Steidtmann, Larry T. Middleton, Mark W. Shuster: Post-Laramide (Oligocene) uplift in the Wind River Range, Wyoming. In: Geology. Band 17, Nr. 1, 1. Januar 1989, ISSN 0091-7613, S. 38–41.
5. 1 2 3  Summitpost: Wind River Range : Climbing, Hiking & Mountaineering. Abgerufen am 24. Oktober 2021.
6. ↑  Peakbagger: Wind River Range. Abgerufen am 24. Oktober 2021.
7. 1 2  Naturalatlas: Wind River Range. Abgerufen am 24. Oktober 2021 (englisch).
8. ↑  Peakbagger: Wind River Range. Abgerufen am 24. Oktober 2021.
9. ↑  Charles W. Stevens: Fly-fishing in Maine lakes : or, camp-life in the wilderness / by Charles W. Stevens. Cupples, Upham and Company,, Boston : 1884.
10. ↑  Fremont Lake. Abgerufen am 24. Oktober 2021 (amerikanisches Englisch).
11. ↑  Titcomb Basin – Wind River Range, WY (40 mile route). In: Backpackers Review. 19. November 2019, abgerufen am 24. Oktober 2021 (englisch).
12. ↑  Cirque of the Towers Loop – Wind River Range, WY (45 mile loop). In: Backpackers Review. 7. August 2019, abgerufen am 24. Oktober 2021 (englisch).
13. ↑  Skigebiet White Pine – Pinedale - Skifahren White Pine – Pinedale. Abgerufen am 24. Oktober 2021.